# كريستوفر فينش
كريستوفر فينش (23 يونيو 1975 في نيوزيلندا - ) (بالإنجليزية: Christopher Finch)‏ هو لاعب كريكت نيوزلندي.

## وصلات خارجية
- كريستوفر فينش على موقع إي آس بي آن كريك إنفو (الإنجليزية)